# (36145) 1999 RK178
1999 RK178 (asteroide 36145) é um asteroide da cintura principal. Possui uma excentricidade de 0.04698000 e uma inclinação de 15.91102º.
Este asteroide foi descoberto no dia 9 de setembro de 1999 por LINEAR em Socorro.